# Epirogeneza
Epirogeneza je počasno dviganje ali spuščanje večjih delov zemeljske površine.
Pri epirogenezi ne pride do mešanja plasti, ni pokov. Če se en del spušča ga lahko zalije morje - morska transgresija. Če se
en del dviga regresija.